# 1349
1349 (MCCCXLIX) fue un año común comenzado en jueves del calendario juliano.

## Acontecimientos
- Alfonso XI de Castilla conquista Gibraltar tras asedio.
- La peste negra devasta Europa, se calcula que muere por su causa la mitad de la población.
- 9 de enero: tiene lugar un violento pogromo en Basilea (Suiza) en el que cientos de judíos son incinerados. Se les acusa de ser los culpables de la epidemia de peste negra que asolaba Europa. Estos pogromos se repetirán en este año y los sucesivos en toda Europa.
- 14 de febrero: en la ciudad de Estrasburgo (Alsacia), unos 2000 judíos son quemados vivos por la población (masacre de San Valentín). Al resto se le roban los bienes y se los expele de la ciudad.[1]
- En Zoffingen y Berna (Suiza) la población persigue a los judíos, acusándolos de ser los propagadores de la peste. Dos tercios son asesinados y los sobrevivientes emigran a Polonia.
- El reino de Mallorca se integra en la Corona de Aragón.
- 9 de septiembre: Un terremoto de 6,7 sacude los Apeninos.
- 20 de octubre: en Roma, el papa Clemente VI publica una bula papal que condena a los flagelantes, peregrinos que deambulaban por Europa flagelándose como penitencia para "luchar" contra la epidemia de peste, que suponían un castigo divino y esta la única forma de pedir por su final.
- Debido a un sismo en Roma colapsa la fachada exterior sur del Coliseo.

## Nacimientos
- 9 de septiembre: Alberto III, Duque de Austria.

## Fallecimientos
- 8 de julio: Martín Alfonso de Córdoba el Bueno, señor de Montemayor e hijo de Alfonso Fernández de Córdoba.
- 13 de julio: Bartolo de Sassoferrato, profesor de leyes y jurista italiano.
- 11 de septiembre: Bona de Luxemburgo, aristócrata luxemburguesa, hija de Juan I y esposa del rey Juan II de Francia.
- 25 de octubre: Jaime III, aristócrata mallorquí, rey entre 1324 y 1349.
- 6 de octubre: Juana II de Navarra, aristócrata navarra, reina entre 1311 y 1349.
- 23 de octubre: Nicolás de Lira, teólogo franciscano e influyente exégeta de la Biblia.